# Safdar Jang
Abul Mansur Mirza Muhammad Muqim Ali Khan (antes de 1708-m. 5 de octubre de 1754), más conocido como Safdar Jang, fue una figura importante en la corte mogola durante los años de decadencia del Imperio mogol. Se convirtió en el segundo Nawab Vazier de Awadh cuando sucedió a Burhan-ul-Mulk (su tío materno y suegro) en 1739. Todos los futuros Nawabs de Oudh eran descendientes masculinos de Safdar Jung.

## Biografía
Era descendiente de Qara Yusuf de Kara Koyunlu. En 1739, sucedió a su suegro y tío materno, Burhan-ul-Mulk Saadat Ali Khan I en el trono de Oudh y gobernó desde el 19 de marzo de 1739 hasta el 5 de octubre de 1754. El emperador mogol Muhammad Shah le dio el título de "Safdar Jang".
Safdar Jang era un administrador capaz. No solo fue eficaz para mantener el control de Oudh, sino que también logró brindar una valiosa ayuda al debilitado emperador Muhammad Shah. Pronto también se le otorgó la gobernación de Cachemira y se convirtió en una figura central en la corte de Delhi. Durante los últimos años de Muhammad Shah, obtuvo el control total de la administración de todo el Imperio mogol. Cuando Ahmad Shah Bahadur ascendió al trono en Delhi en 1748, Safdar Jung se convirtió en su Wazir-ul-Mumalik-i-Hindustan o primer ministro de Indostán. También fue nombrado gobernador de Ajmer y se convirtió en el faujdar de la ciudad de Narnaul. Sin embargo, la política de la corte finalmente lo superó y fue despedido en 1753. Regresó a Oudh en diciembre de 1753 y seleccionó a Faizabad como su cuartel militar y capital administrativa. Murió en octubre de 1754 a la edad de 46 años en la ciudad de Sultanpur cerca de Faizabad.

## Tumba

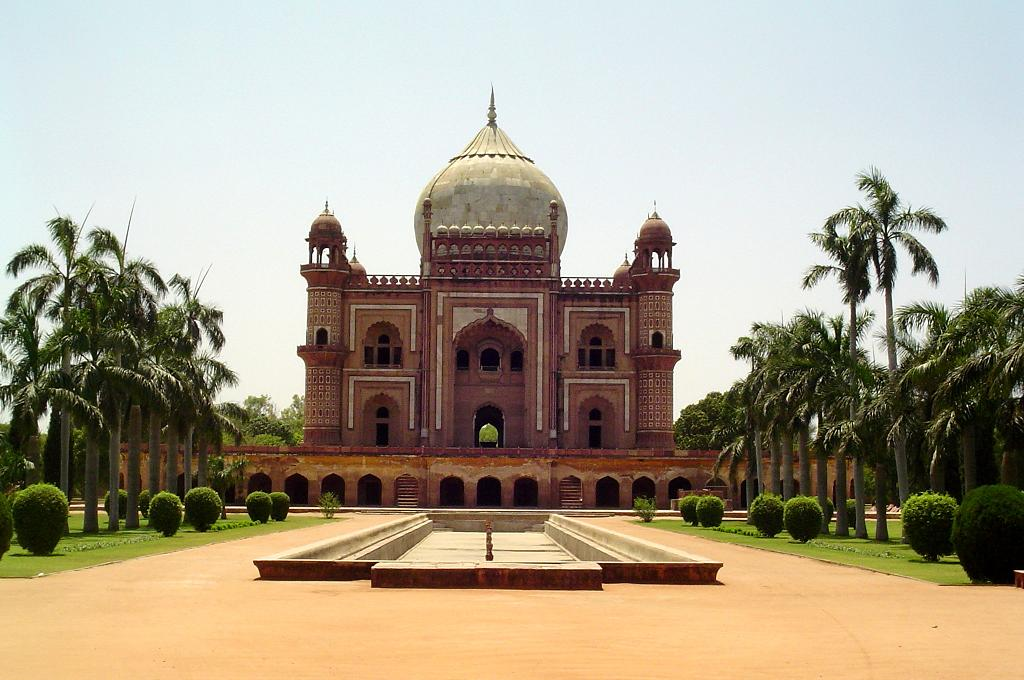
La tumba de Safdarjung es una atracción turística de Nueva Delhi

La tumba de Safdarjung fue construida en 1754 y está situada en una carretera ahora conocida como autopista Safdar Jang, en Nueva Delhi.
Varias otras estructuras modernas cerca de la tumba también llevan su nombre hoy, como el aeropuerto de Safdar Jang y el hospital de Safdar Jang.